# کروزیو دلا واله
کروزیو دلا واله (به ایتالیایی: Crosio della Valle) یک کومونه در ایتالیا است که در استان وارزه واقع شده‌است.

## خصوصیات
کروزیو دلا واله ۱٫۵ کیلومترمربع مساحت و ۶۰۴ نفر جمعیت دارد.